# Stray (Aztec Camera)
Stray è il quarto album in studio del gruppo musicale britannico Aztec Camera, pubblicato nel 1990.

## Tracce
1. Stray – 5:34
2. The Crying Scene – 3:34
3. Get Outta London – 3:41
4. Over My Head – 5:53
5. Good Morning Britain – 4:02
6. How It Is – 4:00
7. The Gentle Kind – 5:32
8. Notting Hill Blues – 6:41
9. Song for a Friend – 2:27